# Viersen (huyện)
Viersen là một huyện ở phía tây Nordrhein-Westfalen, Đức. Các huyện giáp ranh là Cleves, Wesel, Krefeld, Neuss, Mönchengladbach, Heinsberg và tỉnh Hà Lan Limburg.

## Lịch sử
Năm 1816, chính phủ Phổ mới đã lập huyện Kempen. Ban đầu huyện thuộc Regierungsbezirk Kleve, và bị giải thể năm 1822, và huyện này đã thuộc Düsseldorf. Năm 1929, huyện được mở rộng đáng kể và được đổi tên thành Kempen-Krefeld.
Năm 1975, huyện lại được thay đổi địa giới hành chính và được đổi tên thành Viersen dù Kempen vẫn là thủ phủ. thành phố Viersen thay thế Kempen làm thủ phủ vào năm 1984.

## Kết nghĩa
Huyện này kết nghĩa với
- Pardesia Israel
- Peterborough ở Đảo Anh
- Cambridgeshire ở Đảo Anh
- Lambersart ở Pháp
- Kanew ở Ukraina
- Panévezys ở Litva
- Calau in Brandenburg, Đức
- Mittweida ở Sachsen, Đức

## Địa lý
Huyện nằm ở vùng đất thấp giữa sông Rhine và sông Meuse. Điểm cao nhất nằm ở Süchtelner Höhen với độ cao 90,7 m, còn điểm thấp nhất là tại Pielbruch với độ cao 28,6 m.

## Thành phố và đô thị
| đô thị thuộc huyện - Brüggen 16.211 dân - Grefrath 15.929 dân - Niederkrüchten 15.457 dân - Schwalmtal 19.279 dân | các thành phố vừa thuộc huyện - Kempen 36.323 dân - Nettetal 42.434 dân - Tönisvorst 30.238 dân - Willich 51.939 dân | các thành phố lớn thuộc huyện - Viersen 76.330 dân |

căn cứ vào dữ liệu ngày 31 tháng 12 năm 2005>